# ララ・ツヴェトコ
ララ・ツヴェトコ（Lara Cvjetko 2001年9月1日- ）はクロアチア出身の柔道選手。階級は70kg級。

## 経歴
2017年のヨーロッパカデ57kg級で優勝するも、世界カデでは7位だった。2018年のヨーロッパカデは2位だった。その後階級を70kg級まで上げると、2020年のU23ヨーロッパ選手権で優勝した。2021年のヨーロッパジュニアでは2位、世界ジュニアでも決勝でスペインのアイ・ツノダ・ロウスタントに敗れた。グランドスラム・バクーでも決勝で寺田宇多菜に敗れて2位だった。2022年にはグランプリ・オディベーラスでIJFワールド柔道ツアー初優勝を飾った。世界選手権では伏兵ながら準決勝で新添左季に反則勝ちして決勝まで進むも、同じクロアチアのバルバラ・マティッチに腕挫十字固で敗れて2位だった。2023年に地元で開催されたグランプリ・ザグレブでは、決勝でマティッチを技ありで破って優勝した。2024年のパリオリンピックにはマティッチがいたため出場できなかった。2025年の世界選手権では決勝で田中志歩に有効で敗れて2位だった。
IJF世界ランキングは4396ポイント獲得で5位(25/6/2現在)。

## 主な戦績
- 2016年 - ヨーロッパカデ　団体戦　3位

57kg級での戦績
- 2017年 - ヨーロッパカデ　優勝
- 2017年 - 世界カデ　7位
- 2018年 - ヨーロッパカデ　2位

70kg級での戦績
- 2020年 - U23ヨーロッパ選手権　優勝
- 2021年 - ヨーロッパオープン・プラハ　優勝
- 2021年 - ヨーロッパ選手権　5位
- 2021年 - ヨーロッパジュニア　2位
- 2021年 - 世界ジュニア　2位
- 2021年 - グランドスラム・バクー　2位
- 2022年 - グランプリ・アルマダ　優勝
- 2022年 - ヨーロッパオープン・サラエボ　優勝
- 2022年 - ヨーロッパオープン・プラハ　2位
- 2022年 - 地中海競技大会　5位
- 2022年 - グランプリ・ザグレブ　3位
- 2022年 - 世界選手権　2位
- 2022年 -　ワールドマスターズ　3位
- 2023年 -　グランドスラム・ウランバートル　2位
- 2023年 -　ワールドマスターズ　3位
- 2023年 -　グランプリ・ザグレブ　優勝
- 2024年 -　ヨーロッパ選手権　3位
- 2024年 - グランドスラム・ドゥシャンベ　2位
- 2024年 - グランドスラム・アスタナ　2位
- 2024年 - グランプリ・ザグレブ　3位
- 2024年 - グランドスラム・アブダビ　3位
- 2024年 - グランドスラム・東京　3位
- 2025年 - グランドスラム・バクー　3位
- 2025年 - ヨーロッパ選手権　3位
- 2025年 -　グランドスラム・ドゥシャンベ　優勝
- 2025年 - 世界選手権　2位

(出典、)